# Allopachria wuzhifengensis
Allopachria wuzhifengensis är en skalbaggsart som beskrevs av Bian och Ji 2010. Allopachria wuzhifengensis ingår i släktet Allopachria och familjen dykare. Inga underarter finns listade i Catalogue of Life.